# النشم (مبين)

تعديل مصدري - تعديل

النشم هي إحدى قرى عزلة المراحبة بمديرية مبين التابعة لمحافظة حجة، بلغ تعداد سكانها 273 نسمة حسب تعداد اليمن لعام 2004.